# Parougia nigridentata
Parougia nigridentata är en ringmaskart som först beskrevs av Oug 1978.  Parougia nigridentata ingår i släktet Parougia och familjen Dorvilleidae. Arten har ej påträffats i Sverige. Inga underarter finns listade i Catalogue of Life.